# Koliyivschyna
Koliyivschyna 1768-1769 (em ucraniano:  Коліївщина, do ucraniano "empalamento") foi a rebelião dos cossacos e camponeses ucranianos contra a opressão social, e económica da Polónia. As principais vítimas desta rebelião eram os representantes da nobreza (szlachta), judeus, padres e fieis grego—católicos e católicos em toda parte ocidental da Ucrânia, na margem direita do rio Dnieper. A rebelião começou por causa da opressão social, nacional e religiosa dos ucranianos; mas rapidamente se transformou em campanha contra os polacos, judeus e os ucranianos não ortodoxos. A rebelião era uma afronta contra a Confederação do Bar e de facto a guerra civil na República das Duas Nações. (Durante o reinado do rei Augustus III, Polónia praticou a política de imposição do catolicismo às populações não católicas. Quando o rei Stanisław August Poniatowski, assinou o decreto que igualava os direitos dos católicos e ortodoxos, a szlachta polaca rejeitou a ideia). Não está claro, quem começou as hostilidades, embora alguns historiadores apontam a Rússia como a fonte do fomento da rebelião, baseando-se no facto, de haver entre as vítimas da Koliyivschyna muitos ucranianos grego — católicos.
A rebelião campesina rapidamente ganhou o terreno, espalhando-se sobre toda a parte ocidental da Ucrânia, principalmente entre os rios Dnieper e Syan. Na cidade de Uman os polacos e judeus eram queimados vivos nas igrejas e sinagogas. Em três semanas conta-se que morreram cerca de 20.000 pessoas. Os líderes da rebelião eram os cossacos de Zaporozhia: Maksym Zalizniak e Ivan Gonta. Mais tarde, à rebelião se juntaram os cossacos registados, que foram enviados pelo conde polaco Franciszek Salezy Potocki para proteger a cidade de Uman. Um dos líderes da revolta, Ivan Gonta também era o centenário (chefe militar de uma centena de cossacos) do Regimento de Uman.
A rebelião foi brutalmente reprimida pelas forças militares conjuntas da Polónia e do império russo. Os cossacos, camponeses e populares ucranianos eram enforcados, decapitados, esquartejados e submetidos ao empalamento.

## Koliyivschyna na cultura popular
O poema épico Haidamaky (Os Haidamacos) de Taras Shevchenko dedicado aos acontecimentos da Koliyivschyna.